# 西森城 (亞利桑那州)
西森城（英語：Sun City West）是位於美國亞利桑那州馬里科帕縣的一個人口普查指定地區。根據2010年美國人口普查，該地人口為24535人，而該地的面積約為28.15平方千米。

## 地理
西森城的座標為33°40′13″N 112°21′28″W / 33.67028°N 112.35778°W，而該地最高點為海拔高度376米（即1234英尺）。